# Шенак Сен Серен д'Изе
Шенак Сен Серен д'Изе (фр. Chenac-Saint-Seurin-d'Uzet) је насељено место у Француској у региону Поату-Шарант, у департману Приморски Шарант.
По подацима из 2011. године у општини је живело 602 становника, а густина насељености је износила 29,76 становника/km².

## Демографија
| 1962. | 1968. | 1975. | 1982. | 1990. | 2011. |
| ----- | ----- | ----- | ----- | ----- | ----- |
| 832   | 795   | 721   | 667   | 599   | 602   |